# Trinidad Segura
Trinidad Segura Safian (Santiago, Chile; 4 de enero de 1989), también conocida como Triny, es una surfista profesional chilena  y parte de la selección nacional chilena de surf. En 2010 se coronó como subcampeona nacional de surf. En 2011, fue elegida por el diario El Mercurio como una de los 100 jóvenes líderes de Chile.[cita requerida]

## Biografía
Trinidad Segura es hija de Max Segura Salas y María Safian Molina. Cuando cumplió 12 años, ella y su madre se trasladaron a la ciudad de Pichilemu, donde inició su carrera profesional.
Hasta 2004, cursó estudios en el Colegio Pablo de Tarso en Vitacura, Santiago de Chile. Luego, cursó segundo medio en el Liceo Agustín Ross Edwards de Pichilemu antes de abandonar sus estudios en 2005.
Segura ha representado a Chile en diferentes campeonatos internacionales de surf, como parte del equipo nacional, en países como: Perú, Ecuador, Brasil, Argentina, Panamá y El Salvador.
Participó por primera vez el año 2009 en el Circuito Latinoamericano Alas, en el que se posicionó en el cuarto lugar, lo que impulsó su carrera internacional. La deportista ha continuado compitiendo en distintas instancias regionales y latinoamericanas, obteniendo lugares destacados a nivel individual y grupal en compañía de la selección chilena de surf.
La surfista además es fundadora del primer circuito de surf femenino en Chile conocido como "Sirenas Surf Trip", iniciativa que anima a las mujeres a participar activamente en este deporte.
Trinidad Segura continúa viviendo en Pichilemu y participando como surfista profesional en circuitos nacionales e internacionales.

## Vida personal
La deportista también se tituló como fotógrafa profesional durante 2010.[cita requerida] Es representante y embajadora de las marcas de ropa deportiva y relacionados con el surf: Maui and Sons, Dragon Alliance, Baby-g y Surfers Paradise.[actualizar]
Además, se desarrolla como productora y diseñadora de distintos eventos deportivos enfocados a la vida sana y a darle tribuna a disciplinas deportivas que no son tan conocidas en Chile, proyecto de iniciativa personal desarrollado desde 2012.
Durante 2013, fue parte del equipo del programa televisivo, La Odisea, en donde compartió el espacio con deportistas de alto rendimiento y con el periodista Ricardo Astorga, especialista en este tipo de espacios, en donde recorrieron la Patagonia chilena.